# TuRU Düsseldorf
Il Turn- und Rasensport Union 1880 e. V. Düsseldorf, meglio noto come semplicemente TuRU Düsseldorf, è una società polisportiva tedesca con sede nell'omonima città della Renania Settentrionale-Vestfalia.

## Storia
La polisportiva venne fondata sotto il nome di Turn- und Rasensport Union 1880 e. V. Düsseldorf nel 1906, dalla fusione di tre club cittadini, il più vecchio dei quali era il Friedrichstädter TV 1880.

## Pallamano
Dalla sua nascita finì al 1990 il club ebbe una sezione di pallamano, capace di vincere in oltre 90 anni di storia una IHF Cup nel penultimo anno di vita, quando si sciolse per formare l'ART Düsseldorf.

### Palmarès

#### Trofei internazionali
- IHF Cup: 1
  - 1988-89